# Élection présidentielle russe de 1991
L'élection présidentielle de Russie de 1991 a eu lieu le 12 juin. 
Organisée dans le contexte de la perestroïka et après la chute des régimes communistes en Europe, il s’agit de la première – et dernière – élection présidentielle libre et pluraliste en République socialiste fédérative soviétique de Russie alors que l'URSS n'a pas encore été dissoute.
À l’issue du premier tour, Boris Eltsine est élu président et son colistier, Alexandre Routskoï, vice-président. Le candidat communiste Nikolaï Ryjkov arrive en deuxième position.

## Candidats à la présidence

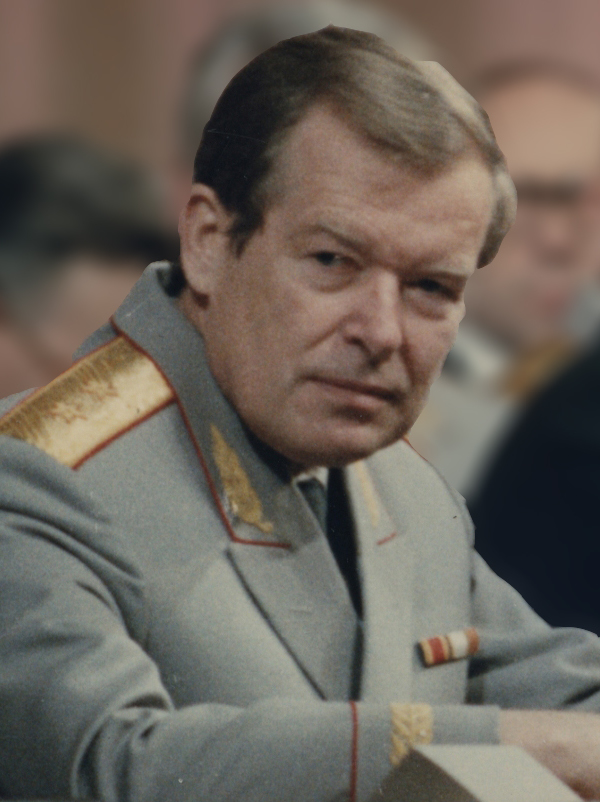
Vadim Bakatine (ru) Indépendant[b]
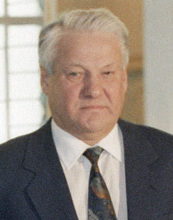
Boris Eltsine Indépendant[a]
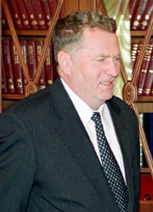
Vladimir Jirinovski Parti libéral-démocrate de l'Union soviétique
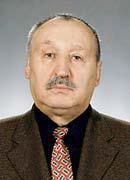
Albert Makachov (ru) Indépendant[b]
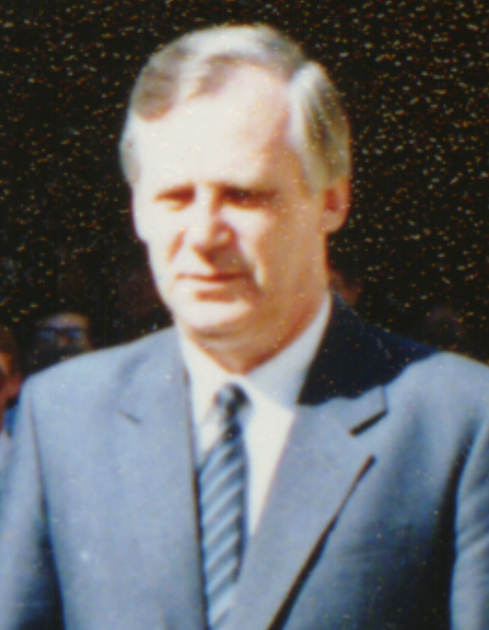
Nikolaï Ryjkov Parti communiste de la RSFSR (KPSS)
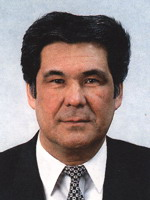
Aman Touleïev Indépendant[b]

## Résultats
| Candidats et colistiers | Candidats et colistiers             | Parti                  | Premier tour | Premier tour |
| Candidats et colistiers | Candidats et colistiers             | Parti                  | Voix         | %            |
| ----------------------- | ----------------------------------- | ---------------------- | ------------ | ------------ |
|                         | Boris Eltsine Alexandre Routskoï    | Indépendant            | 45 552 041   | 58,56        |
|                         | Nikolaï Ryjkov Boris Gromov         | KP RSFSR               | 13 395 335   | 17,22        |
|                         | Vladimir Jirinovski Andrey Zavidiya | LDPR                   | 6 211 007    | 7,98         |
|                         | Aman Touleïev Viktor Bocharov       | Indépendant            | 5 417 464    | 6,96         |
|                         | Albert Makachov Alexey Sergeyev     | Indépendant            | 2 969 511    | 3,82         |
|                         | Vadim Bakatine Ramazan Abdoulatipov | Indépendant            | 2 719 757    | 3,50         |
|                         | Aucun d'entre eux                   | Aucun d'entre eux      | 1 525 410    | 1,96         |
|                         |                                     |                        |              |              |
| Votes valides           | Votes valides                       | Votes valides          | 77 790 525   | 97,84        |
| Votes nuls              | Votes nuls                          | Votes nuls             | 1 716 757    | 2,16         |
| Total                   | Total                               | Total                  | 79 507 282   | 100          |
| Abstention              | Abstention                          | Abstention             | 26 977 236   | 25,33        |
| Inscrits/participation  | Inscrits/participation              | Inscrits/participation | 106 484 518  | 74,67        |